# نيوفيل (كيبك)
نيوفيل (بالإنجليزية: Neuville, Quebec)‏ هي بلدية محلية في كيبيك تقع في كندا في Portneuf Regional County Municipality. يقدر عدد سكانها بـ 3,888 نسمة ومساحتها 94.40 كم2 .